# あぁ〜しらき
あぁ〜しらき（1976年11月21日 - ）は、日本の女性ピン芸人。グレープカンパニー所属。福岡県出身。

## 来歴
父は元競艇選手。中学生、高校生の時に放送されていたバラエティ番組『夢で逢えたら』（フジテレビ）を観て、レギュラー出演していた清水ミチコや野沢直子のようになりたいと思ったことをきっかけに芸人を志す。
福岡市立福岡西陵高等学校を卒業。卒業後は福岡市内のホテルの専門学校に進学するが、芸人になりたい思いをあきらめきれず中退。大阪NSC（吉本総合芸能学院）を受験するも不合格。大阪での活動を諦め、上京する。
2001年10月にデビュー。中田ボタンの息子である藤長勇希とコンビ「留守番刑事」を結成するが、3か月ほどで解散。ピン芸人「元祖チーママ」として活動する。芸名はその後「修羅鬼」（しゅらき）、「しらきちはる」、「嗚呼!しらき」、2013年途中から「あぁ〜しらき」と変遷していく。
先輩のサンドウィッチマンとは師弟関係にあり、「修羅鬼」「嗚呼!しらき」という芸名は伊達みきおによって命名された。当時のしらきは見た目が大人しそうだったことから、大人しそうな女の弟子がいたら面白いという理由で弟子に取られる。かつてはサンドウィッチマン、ロケット団、しらきの3組による自主ライブ『鈍器のような者』を行っていた。
若いころは美人芸人と呼ばれていたこともあるが、お笑い芸人としての成功を追求するにあたり、女を捨てるべく次第に容姿や体型を崩していく。
2008年3月より、ウメ、小林一恵とともに女芸人3人によるトークライブ『3匹のおしゃべり』を定期的に行う。同年11月13日に初の単独ライブ『嫁入り前の娘が…』、2009年6月22日に2回目の単独ライブ『パート帰りの夜に』をBeach Vで行った。
2009年10月、ネットラジオにて初の冠番組『嗚呼!しらきのお笑い給湯室』が始まる。
2011年に結婚。夫とはアルバイト先で知り合い、当時は交際するつもりが無かったと言う。2007年のR-1ぐらんぷりを1回戦で敗退し、その罰ゲームとして伊達みきおが書いた台本に沿って電話で告白することとなる。これにより交際が始まったことから、しらきは伊達のことを愛のキューピッドと思っている。挙式は2011年3月12日に行われる予定であったが、前日に発生した東日本大震災の影響で中止し、2次会のみが行われた。
H・R事務局、フラットファイヴ、SMA NEET Projectへの所属（その後もハリウッドザコシショウが主催する「ハリウッド寄席」の常連出演者）を経て、2016年よりグレープカンパニーに所属。
『M-1グランプリ』には、2016年に八幡カオルとのコンビ「ババンバー」として出場し、2回戦で敗退。2018年にはモダンタイムスとのトリオ「妖怪客ふやし」として出場し、2回戦で敗退。「妖怪客ふやし」はその後も『有田ジェネレーション』（TBS）に出演するなど、不定期で活動を行う。
『女芸人No.1決定戦 THE W』では、2018年に決勝に進出し5位。2019年から2022年までは全て2回戦敗退。2023年に再び決勝に進出するも、1stステージで敗退。なお2回の決勝進出の際にはともにゆりやんレトリィバァに勝利している。
2023年の時点ではテレビ・ラジオなどのメディア出演が増えてはいるが、本人は「私は旦那の扶養。売れてる芸人に比べると低所得」と話している。

## 人物
身長157cm、血液型はO型。英検準2級、書道初段の資格を保有。特技はソフトボール、手相（ちょっとだけ）。

## 芸風
「修羅鬼」時代
- いつも怒っているような、まただんだん暴走していくようなキャラクターなどを演じていた。コントは、エアロビクスのインストラクターのものなど。

「しらきちはる」時代
- ティアラを付けた姫のような格好で、エロく聞こえる言葉などのネタを披露していた。

「嗚呼!しらき」→「あぁ〜しらき」時代
- ごみ用のポリバケツから飛び出して、一言ネタを言った後また蓋をして中に戻っていくというキャラクター
- 身の周りの、不安だと思うことをネタにして「不安だわ〜」と言っていくもの。「不安だわ〜」の所で、パントマイムのような振りを入れたこともあった。
- 様々な自虐的なネタを、「嗚呼〜しらきだよ〜」（童謡「アイアイ」の替え歌）をブリッジに入れながら演じるもの。
- 「あ〜？あ〜？あ〜あ〜！しらき！」と発して、オチを自分の芸名に持っていくという自己紹介ネタ。この時は、教育番組の歌のお姉さんのようなキャラクターで、白いキャスケットをかぶり、「嗚呼」と刺繍された黄色いTシャツに赤い短パンと白いハイソックスという格好。オチで自分の芸名を言う時に、声を変えながら独特な動きでその場を左回りして最後に拳を上げる。このネタを伝授したのは伊達みきおである[18]。
- ちょっと変なおばさんに起こりそうなこと、ハプニングを題材にしたショートコント[4]。
- ウージャンボ（一発ギャグ）

などといったものをこれまでに披露している。
- レストランやカフェなどのでのコントもある。
- 下の口が喋るコント、陰毛に扮するコントなど、下ネタも得意とする。
  - ただしうんこ関連のネタは絶対にやらないと決めている。理由はうんこをネタにするのは小学生までだからという考えを持っているため(師匠の伊達みきおからは「うんこも陰毛も変わんねーよ」とツッコまれている。)。
- 「左腋が臭い」と歌う（前述の教育番組の歌のお姉さんキャラの場合もある）。
- 2017年からは、角刈りのカツラ、女と書かれたホタテブラジャー、男と書かれた赤ふんどしを身につけネタを行う「男かな？女かな？」ネタを披露している[19]。
  - このネタが生まれたきっかけは、友人と友人の子供たちと一緒に海に行くことになり、「どうせ海に行くならふざけたことをやりたい」と思って、その時思い浮かんだのが武田久美子の“ホタテ貝の貝殻ビキニ"のグラビアで、ホタテ貝模様のブラジャーを付けて、たまたま角刈りのカツラも持っていたのでかぶって「男かな？女かな？」と演じて見せたところ、友人の子供たちが大笑いしてくれたことだったという[20]。
  - このネタは、2018年の『THE W』で決勝に進出した時に最終決戦で披露した2本目のネタだった。しかし、これがナイツの塙宣之に「放送事故」と言われてネットニュースになるほどになり、しらき自身も、これが問題視されて会議になったらしいと聞いたとのこと。2018年の同大会での準決勝で披露するネタは1本のみで、しらきは準決勝でこのネタは行わなかった。この次の年から準決勝は2本違うネタを披露することになったことについて、運営側が「2本見ておかないと不安」と思って「このネタのせいで次の年からTHE Wが変わったかも」と話している。そしてこのネタは「誰かを批判するようなネタではない」と強く主張している[16]。
- 2018年当時はリズムに合わせてサンバイザーを上げ下げしながらネタを演じるものも主力ネタとしていた[21]。

## 出演
テレビ
- イツザイ （テレビ東京）-「インディーズ芸人オーディション」（2008年9月27日初出演）、キャッチコピーは「黄色いお姉さん」
- キャラ☆キング（テレビ朝日（制作））- 八幡カオル、まぁこと一緒の「ドフューム」（Perfumeのパロディ）のキャラクターで不定期出演
- ウチのガヤがすみません!（日本テレビ）- 2017年5月24日初出演
- 女芸人No.1決定戦 THE W（日本テレビ）- 2018年12月10日、2023年12月9日
- オールスター後夜祭（2019年4月7日、TBSテレビ）[22]
- 芸能人が本気で考えた!ドッキリGP（フジテレビ）-「秒で体重発表orあぁ〜しらき」ドッキリ（2023年2月3日 - 不定期）

テレビドラマ
- 引越し探偵サクラ（テレビ東京）- 2024年3月26日 - 4月6日[23]

ラジオ
- アンタッチャブルのシカゴマンゴ（TBSラジオ）- 2008年2月22日、電話出演（当日は「アゴ崎の芸人残酷物語スペシャル」を放送）。
- GROOVE LINE Z（J-WAVE）- 2016年6月1日(水) -（ラジオゲリラ、不定期）
- ふわっち presents らじおっつ（TBSラジオ）お見送り芸人しんいちとともに不定期出演

インターネット放送
- ［特別番組］女芸人祭り2009（あっ!とおどろく放送局、2009年9月29日）
- あぁ〜しらきのお笑い給湯室（東京ネットラジオ、 2009年10月8日 - 2021年4月1日[24]）
- SMA祭り「あっ!とサンデーアフタヌーンLIVE[25]」（あっ!とおどろく放送局、2011年9月から毎月第1日曜日） - アシスタント
- スピードワゴンの月曜The NIGHT（2019年8月13日[26]、AbemaTV）
- HITOSHI MATSUMOTO presents ドキュメンタル（Amazonプライム・ビデオ、2023年）- シーズン13出演
- サラリーマン山崎シゲル（FOD SHORT、2025年7月1日 - ）[27]